# Программа Джека Бенни
«Программа Джека Бенни» (англ. The Jack Benny Program) — теле- и радиошоу популярного американского комика Джека Бенни. Программа выходила на протяжении более чем 30 лет. Считается одним из самых заметных явлений американской комедии XX века.

## Радио

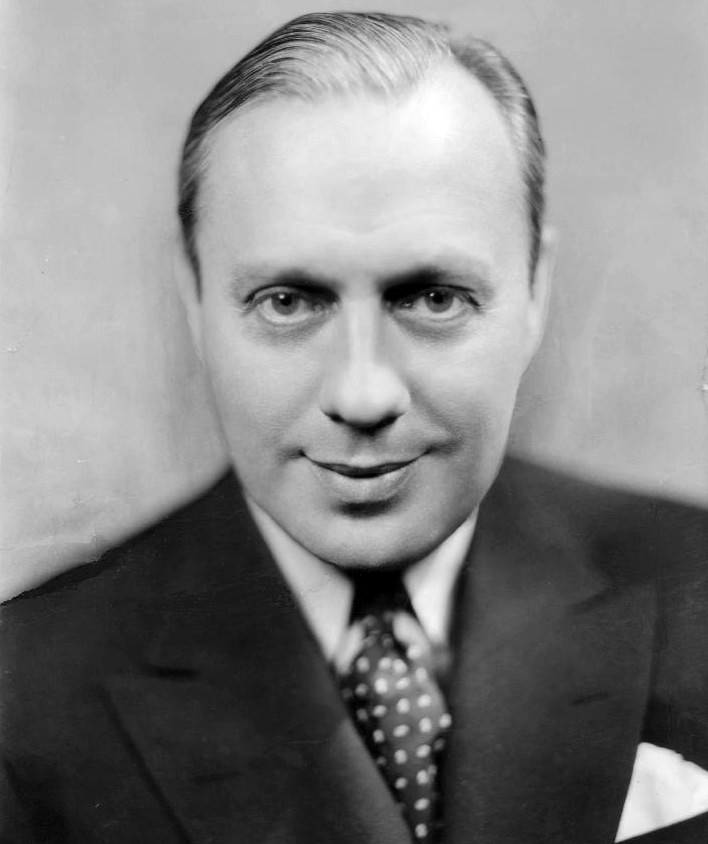
Джек Бенни в 1933 году, только что получив работу на NBC

Карьера Джека Бенни на радио началась 6 апреля 1932 года, когда он прошёл прослушивание для программы The Canada Dry Program (по названию спонсора, как и многие последующие передачи) и стал её ведущим начиная со 2 мая 1932 года. Программа выходила в сети Blue Network, принадлежащей NBC, до 26 октября, а затем 30 октября вновь возобновилась, но уже на CBS, где выходила до 26 января 1933 года.
С 17 марта 1933 года Бенни начал вести новое радиошоу — The Chevrolet Program на NBC. Затем 1 апреля 1934 года название поменялось на The General Tire Revue, а осенью того же года — на The Jell-O Program Starring Jack Benny. С 1942 по 1944 год передача выходила под названием The Grape Nuts Flakes Program Starring Jack Benny, после чего на долгое время стало The Lucky Strike Program Starring Jack Benny, пока традиция выносить название в заголовок не угасла. В январе 1949 года шоу вернулось из сети NBC на CBS, где оставалось до закрытия 22 мая 1955 года.

## Телевидение

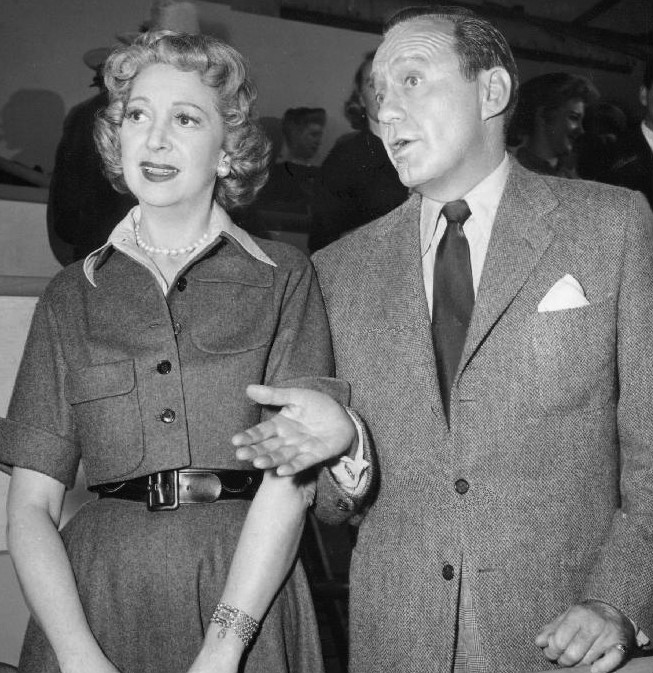
Джек Бенни и Мэри Ливингстон (1960)

Джек Бенни впервые появился на телеэкране во время инаугурационной передачи лос-анджелесской станции KTTV (11 канал), принадлежавшей CBS, 1 января 1949 года.
Телевизионная версия The Jack Benny Program впервые вышла 28 октября 1950 года. Вначале шоу планировалось как серия из пяти передач в сезоне 1950-51 годов. Однако оно продолжилось и в последующих сезонах. В сезон 1953-54 года половина передач транслировалась в записи, чтобы Бенни мог вести шоу на радио. В мае 1955 года было принято окончательное решение выпускать только телевизионную передачу. С 1960 и до окончания в 1965 году шоу выходило каждую неделю.
Первые телевизионные передачи часто были переработкой радиошоу, в которые добавлялись визуальные гэги. Спонсором телепередач остался Lucky Strike. Вступительный и финальный монологи Бенни произносил перед живой аудиторией, считая, что она необходима для правильного выдерживания паузы. Как и в других шоу, шутки сопровождались записанным смехом, так как из-за перекрывающей поле зрения аппаратуры зрители в студии могли не увидеть игру лицом.
В телепрограмме Джек Бенни больше полагался на приглашённых звёзд, нежели на постоянных участников, в отличие от радио. На экране постоянно появлялись лишь двое из его партнёров по радио — Дон Уилсон и Эдди Андерсон. Среди приглашённых звёзд частым гостем шоу была канадская певица-скрипачка Жизель Маккензи.
В 1953 году в программе Джека Бенни состоялся телевизионный дебют Мэрилин Монро и Хамфри Богарта.
В 1964 году CBS отказалась продолжать шоу из-за снижения рейтинга и невостребованности среди молодой аудитории, на которую стала ориентироваться компания. Бенни перешёл на NBC, но проиграл по рейтингу конкурирующему шоу CBS Gomer Pyle, U.S.M.C.. В результате в конце сезона от шоу отказалась и NBC.
В своей неопубликованной автобиографии I Always Had Shoes (частично использованной в книге дочери Джоан Sunday Nights at Seven) Бенни писал, что он, а не NBC, принял решение прекратить своё шоу на телевидении. Причиной этому он назвал недовольство рекламодателей, вынужденных платить двойную цену за рекламное время в его шоу, а также нежелание дальше участвовать в «крысиных бегах». При этом рейтинг свой передачи Бенни он обозначил как хороший — 18 миллионов зрителей еженедельно. Таким образом, после тридцати лет на радио и телевидении Джек Бенни ушёл на пике славы.

## Награды
Программа Джека Бенни дважды становилась обладателем премии «Эмми» за лучший комедийный сериал — в 1959 и 1961 годах.